# Gambian People’s Party (1954)
Die Gambian People’s Party (GPP) (deutsch Gambische Volkspartei) war eine  sozialistische Partei in Britisch-Gambia.

## Geschichte
Die GPP wurde 1954 von George St. Clair Joof in der britischen Kolonie Gambia gegründet. St. Clair Joof trat im gleichen Jahr zur Wahl zum Legislativen Rat zu einem von vier Sitzen an, war aber nicht erfolgreich.
St. Clair Joof starb 1955 im Alter von 47, darauf löste sich die Partei auf.

## Wahlergebnisse
| \| Wahlergebnisse \| Wahlergebnisse \| Wahlergebnisse \| Wahlergebnisse \| Wahlergebnisse \| \| Wahl \| Jahr \| Stimmenanzahl \| Stimmenanteil \| Sitze oder Präsidentschaftskandidat \| \| -------------- \| -------------- \| -------------- \| -------------- \| ----------------------------------- \| \| Parlament \| 1954 \| 252 \| 3,4 % \| 0 von 4 \| | Stimmanteile (in %) 8% 6% 4% 2% 0% 54 |               |               |                                     |
| Wahlergebnisse |                                       |               |               |                                     |
| Wahl | Jahr                                  | Stimmenanzahl | Stimmenanteil | Sitze oder Präsidentschaftskandidat |
| Parlament | 1954                                  | 252           | 3,4 %         | 0 von 4                             |